# Patricia Arquette
Patricia Arquette (Chicago, 8 d'abril de 1968) és una actriu estatunidenca. Debutà el 1987 en Malson a Elm Street 3 i Pretty Smart. Va protagonitzar la sèrie de televisió Medium. Del 2002 al 2013 va rodar la pel·lícula Boyhood dirigida per Richard Linklater, interpretant la mare del noi protagonista. Per aquest paper va guanyar el BAFTA, Globus d'Or i l'Oscar a la millor actriu secundària.

## Biografia
Patricia Arquette va néixer a Chicago, en una família d'actors: ja ho era el seu avi patern Cliff Arquette així com el seu pare Lewis Arquette també guionista i productor, la seva mare Brenda Denaut , professora d'interpretació, i els seus germans Rosanna Arquette, Richmond Arquette, Alexis Arquette, i David Arquette, tots també actors.
Debutà el 1987 a Malson a Elm Street 3 i Pretty Smart.
Participà en pel·lícules independents com Lost Highway, Flirtejant amb el desastre, Stigmata, Human Nature i posteriorment va fer un salt a les sèries de televisió amb la seva interpretació de la investigadora psíquica Allison Dubois a Medium del 2005 al 2011 que li va suposar un Emmy a la millor actriu en sèrie dramàtica el 2005.
Amb la pel·lícula Boyhood, que segueix la vida d'un noi i la seva família, rodada de manera intermitent durant 12 anys, va guanyar l'Òscar, el Bafta  i el Globus d'Or a la millor actriu secundària pel seu paper d'Olivia, mare del protagonista.

## Filmografia i premis
| Any       | Títol                                      | Paper                           | Notes |
| --------- | ------------------------------------------ | ------------------------------- | --- |
| 1987      | Malson a Elm Street 3                      | Kristen Parker                  | |
| 1987      | Pretty Smart                               | Zero                            | |
| 1987      | Daddy                                      | Stacy                           | Telefilm |
| 1988      | Time Out                                   | Lucy                            | |
| 1988      | Far North                                  | Jilly                           | |
| 1989      | The Edge                                   | Raped Woman                     | Telefilm |
| 1990      | La pregària dels Rollerboys                | Casey                           | |
| 1991      | Estrany vincle de sang (The Indian Runner) | Dorothy                         | |
| 1991      | Dillinger                                  | Polly Hamilton                  | Telefilm |
| 1991      | Wildflower                                 | Alice Guthrie                   | Telefilm Premi CableACE per millor actriu en minisèrie o pel·lícula |
| 1992      | Inside Monkey Zetterland                   | Grace                           | |
| 1993      | Trouble Bound                              | Kit Califano                    | |
| 1993      | Ethan Frome                                | Mattie Silver                   | |
| 1993      | Amor a boca de canó (True Romance)         | Alabama Whirley                 | |
| 1994      | Betrayed by Love                           | Deanna                          | Telefilm |
| 1994      | Esposa per herència                        | Havana                          | |
| 1994      | Ed Wood                                    | Kathy O'Hara                    | |
| 1995      | Beyond Rangoon                             | Laura Bowman                    | |
| 1996      | Flirtejant amb el desastre                 | Nancy Coplin                    | |
| 1996      | Infinity                                   | Arline Greenbaum                | |
| 1996      | L'agent secret (The Secret Agent)          | Winnie                          | |
| 1997      | Carretera perduda (Lost Highway)           | Renee Madison / Alice Wakefield | |
| 1997      | L'ombra de la nit (Nightwatch)             | Katherine                       | |
| 1998      | Goodbye Lover                              | Sandra Dunmore                  | |
| 1998      | Terra de cowboys                           | Mona Birk                       | |
| 1999      | Stigmata                                   | Frankie Paige                   | |
| 1999      | Bringing Out the Dead                      | Mary Burke                      | |
| 2000      | Little Nicky                               | Valerie Veran                   | |
| 2001      | Human Nature                               | Lila Jute                       | |
| 2002      | Quan cau la nit                            | Scarlett                        | |
| 2003      | Deeper Than Deep                           | Linda Lovelace                  | |
| 2003      | Holes                                      | "Kissin' Kate" Barlow           | |
| 2003      | Tiptoes                                    | Lucy                            | |
| 2005-2011 | Medium                                     | Allison Dubois                  | Sèrie Televisió 130 episodis. Primetime Emmy a la millor actriu en sèrie dramàtica (2005) Nominada − Globus d'Or a la millor actriu en sèrie de televisió dramàtica (2006, 2007 i 2008) Nominada − Primetime Emmy a la millor actriu en sèrie dramàtica (2007)                                                                                           |
| 2006      | Fast Food Nation                           | Cindy                           | |
| 2008      | A Single Woman                             | Narradora                       | |
| 2012      | Girl in Progress                           | Ms. Armstrong                   | |
| 2013      | Vijay and I                                | Julia                           | |
| 2013-2014 | Boardwalk Empire                           | Sally Wheet                     | Sèrie de Televisió 10 episodis |
| 2014      | Boyhood                                    | Olivia Evans                    | Òscar a la millor actriu secundària Spirit Awards a la millor actriu de repartiment BAFTA a la millor actriu secundària Globus d'Or a la millor actriu secundària Screen Actors Guild Awards (Premis del syndicate professional d'actors) a la millor actriu de repartiment Critics' Choice Movie Awards (Premis Crítica) a millor actriu de repartiment |
| 2014      | CSI: Crime Scene Investigation             | Avery Ryan                      | 2 episodis |
| 2014      | The Wannabe                                | Rose                            | |
| 2015      | CSI: Cyber                                 | Avery Ryan                      | |